# مهمل (لغة)
المهملات هي الألفاظ الغير الدالة على معنى بالوضع. والمهمل من المصطلحات التي قد تلتبس بالممات، وليس هو مما يرادف الممات في دلالته، والفرق بينهما كبير. فالمهمل من الألفاظ هو ما لم يستعمل في الأصل اللغوي مما تحتمله قسمة التركيب في بعض الأصول اللغوية المتصورة أو المستعملة، وأكثره مهمل للاستثقال لتقارب حروفه نحو: سص وظث وثظ، ومقلوبات خرع وهكع وخشع وخضع وهو كثير في الفعل الثلاثي، وأكثر في الرباعي، وكثير جدا في الخماسي؛ إذ تأتلف من الخماسي نحو سفرجل عشرون ومائة أصلٍ يحتملها التقليب أهملت جميعا سوى سفرجل، وكذلك في فرزدق وجحمرش. فالمهمل في العربية أكثر من المستعمل، ومع ذلك فالمستعمل كثير، وهذا يدل على الطاقة الكبيرة للعربية.